# Tévenon
Tévenon – miejscowość i gmina (commune) w zachodniej Szwajcarii, w kantonie Vaud, w okręgu (district) Jura-Nord vaudois. Powstała 1 lipca 2011 r. w wyniku połączenia gmin Fontanezier, Romairon, Vaugondry i Villars-Burquin.  

## Demografia
W Tévenonie mieszka 867 osób. W 2022 roku 13,4% populacji gminy stanowiły osoby urodzone poza Szwajcarią.